# Metropoolregio Rotterdam Den Haag
De Metropoolregio Rotterdam Den Haag (MRDH) is een vrijwillig samenwerkingsverband van een groep Nederlandse gemeenten op basis van de Wet gemeenschappelijke regelingen. Het is een samenvoeging van Stadsregio Rotterdam en Stadsgewest Haaglanden. Deze metropoolregio beslaat het meest verstedelijkte deel van de provincie Zuid-Holland en is deel van de zuidelijke Randstad. De regio kent twee hoofdkernen, Rotterdam en Den Haag en telt ca. 2,4 miljoen inwoners.
Het kantoor van de regio werd in 2014 gevestigd in Den Haag, maar in 2017 verplaatst naar de Westersingel in Rotterdam.

## Geschiedenis

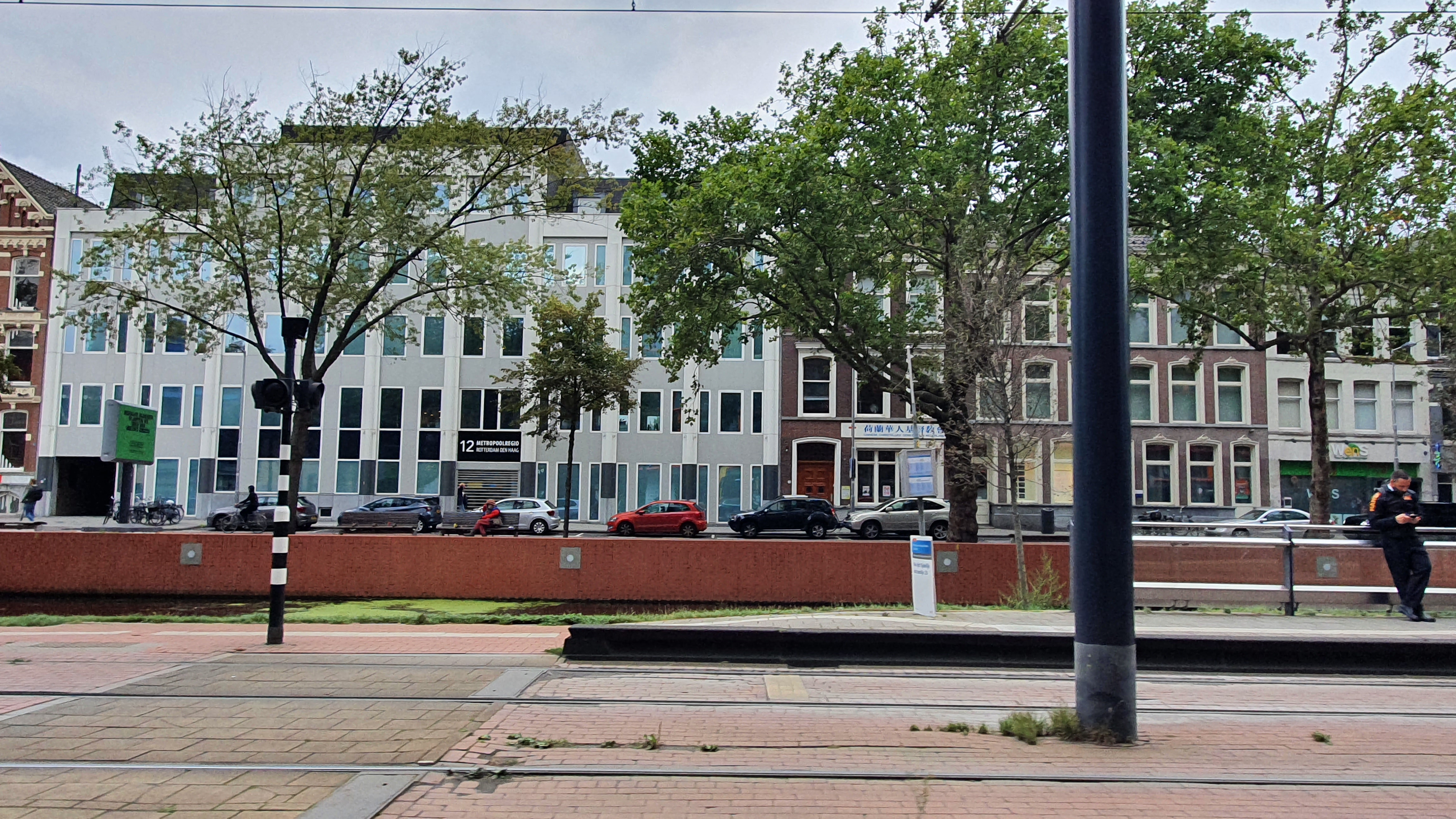
Kantoor MRDH aan de Westersingel

De overeenkomst staat beschreven in de Gemeenschappelijke Regeling Metropoolregio Rotterdam Den Haag die in december 2014 is ingegaan. Al voor de oprichting van de metropoolregio werkten de regio's samen in projecten als RandstadRail, Stedenbaan en de Hof van Delfland. De naam van het vliegveld bij Rotterdam werd al in 2010 veranderd in Rotterdam The Hague Airport.

## Beschrijving
De grootstedelijke regio strekt zich aan de westkant uit langs de kust van de Noordzee. Het gebied begint hier in het noorden bij Wassenaar en loopt van daar door tot en met het eiland Voorne-Putten, een relatief dunbevolkt gedeelte. Nabij het stadje Hellevoetsluis wordt de zuidgrens van het eiland gevolgd langs het Haringvliet en de daarnaar genoemde dam, die onderdeel is van de beroemde deltawerken (net als de Maeslantkering middenin de Rotterdamse haven).  
Aan de oostkant loopt het gebied vooral over in het Groene Hart en de eveneens polderrijke Krimpenerwaard.
De metropoolregio Rotterdam Den Haag wordt vooral gekenmerkt door bedrijvigheid rond een van de grootste havens ter wereld: de haven van Rotterdam. Daarnaast zijn de overheid en veel internationale organisaties prominent aanwezig in Den Haag en is het Westland een conglomeraat van agribusiness en  glastuinbouwbedrijven. Het veeteeltgebied Midden-Delfland wordt steeds meer omgevormd tot een streek voor natuur en recreatie.

## Aandachtsgebieden

### Economie
Een doel van de Metropoolregio Rotterdam Den Haag is om de economische concurrentiepositie en het vestigingsklimaat van het gebied te verbeteren. Daarbij moet het wel een regio blijven waar mensen willen wonen en waar voldoende ruimte is voor buitenrecreatie en natuurbeleving.

### Vervoer
De Metropoolregio Rotterdam Den Haag richt zich zowel op openbaar vervoer als op verkeer (fiets, auto, ketenmobiliteit, verkeersveiligheid, duurzaamheid). Samen met de 21 deelnemende gemeenten worden de beleidskaders geformuleerd en vastgesteld. Het actuele beleidskader is de Uitvoeringsagenda Bereikbaarheid.
De Metropoolregio Rotterdam Den Haag is ook OV-autoriteit en verantwoordelijk voor de volgende concessies:
- Concessie Rail Haaglanden (Haagse tramnet, inclusief de RandstadRail-lijnen naar/van Zoetermeer)
- Concessie Rail Rotterdam (tram + metro)
- Regionaal busvervoer Haaglanden (incl. stadsdiensten Delft en Zoetermeer)
- Busvervoer in Den Haag stad (Haaglanden Stad)
- Busvervoer in Rotterdam en omstreken: busvervoer in Albrandswaard, Capelle aan den IJssel, Rotterdam, Schiedam, Vlaardingen, Barendrecht, Krimpen aan den IJssel, Lansingerland, Maassluis en Ridderkerk.
- Busvervoer op Voorne-Putten en in Rozenburg
- ParkShuttle Rivium

Het wettelijk reizigersadviesoverleg (ROCOV) voor de Metropoolregio is het Metrocov. Deze ROCOV heeft twee kamers, waarvan het gebied de vroegere PROV (Rotterdam) en ROCOV Haaglanden vertegenwoordigen. Er wordt gezamenlijk en apart vergaderd.

#### Toekomst
De Kadernota OV van de regio behandelt de uitgangspunten voor het toekomstige OV en daarbij de uitvoeringsagenda bereikbaarheid 2016-2025.

## Gemeenten
Er maken 21 gemeenten deel uit van de Metropoolregio Rotterdam Den Haag. De tabel toont bij elke gemeente het inwonertal per 22 november 2024.
| Gemeente               | Inwonertal |
| ---------------------- | ---------- |
| Albrandswaard          | 26.428     |
| Barendrecht            | 48.690     |
| Capelle aan den IJssel | 67.925     |
| Delft                  | 109.577    |
| Den Haag               | 566.221    |
| Krimpen aan den IJssel | 29.626     |
| Lansingerland          | 65.594     |
| Leidschendam-Voorburg  | 78.229     |
| Maassluis              | 35.832     |
| Midden-Delfland        | 19.377     |
| Nissewaard             | 87.639     |
| Pijnacker-Nootdorp     | 57.932     |
| Ridderkerk             | 47.721     |
| Rijswijk               | 59.642     |
| Rotterdam              | 670.610    |
| Schiedam               | 81.838     |
| Voorne aan Zee         | 74.304     |
| Vlaardingen            | 76.409     |
| Wassenaar              | 27.100     |
| Westland               | 115.941    |
| Zoetermeer             | 128.434    |
| Totaal                 | 2.451.555  |